# Urbain Appeltans
Urbain Appeltans is een Belgisch regisseur.
Tijdens zijn legerdienst raakte Urbain geïnteresseerd in het medium film en studeerde vervolgens aan de filmschool Narafi in Brussel. 
Ook had hij jarenlang zijn eigen bedrijf CINEAC dat zich specialiseerde in het maken van onder andere bedrijfsfilms. Zo leverde hij onder andere producties aan de BRT, maar maakte ook onderwijsfilms voor het Ministerie van Onderwijs. De serie Duupje wordt nu zelfs gebruikt in kinderpsychiatrie en wordt als zeer effectief ervaren. 
De laatste jaren is Urbain meer bezig met het maken van speelfilms op niet-professioneel niveau en is tevens voorzitter geweest van de Limburgse Videofilmers, een vereniging die niet meer bestaat.